# الحرة (ذي السفال)

تعديل مصدري - تعديل

الحرة محلة تابعة لقرية نخول، التابعة لعزلة ذي الحود ومعاين بمديرية ذي السفال إحدى مديريات محافظة إب في الجمهورية اليمنية، بلغ تعداد سكانها 40 حسب تعداد اليمن لعام 2004.